# تراشه حافظه
تراشۀ حافظه (به انگلیسی: Memory chip) یک مدار مجتمع است که به ذخیره‌سازی اختصاص دارد. حافظه ممکن است فرّار باشد و داده‌ها را به‌طور موقت نگهداری کند، مانند RAM؛ یا ممکن است غیرفرّار باشد و داده‌ها را دائماً در خود نگه دارد، مانند PROM, EPROM, EEPROM، و دارای RAM و ROM است. ROM فقط خواندنی است، ولی RAM خواندنی و نوشتنی است.